# ヨウン・ヘルガソン
ヨウン・ヘルガソン（Jón Helgason 原語の発音；ヨーン・ヘルガソン、1899年6月30日 - 1986年1月19日）は、アイスランドの文献学者、詩人。1927年から1971年までデンマーク・コペンハーゲンのアルナマグネア研究所所長を、1929年から1970年までコペンハーゲン大学でアイスランド学の教授を務めていた。その分野では多くの業績を残している。詩人としてはあまり多作な方ではなかったが、高度に洗練され強い印象を与える伝統詩という作風で知られている。代表作は『Áfangar』と『Í Árnasafni』である。
彼が研究所時代に行った発見の一つとして、アイスランドのピジン・バスク語で書かれた文書のみに見られる語彙の組を発見したことが挙げられる。

## 参考
- Höfundur: Jón Helgason